# Castello Michajlovskij

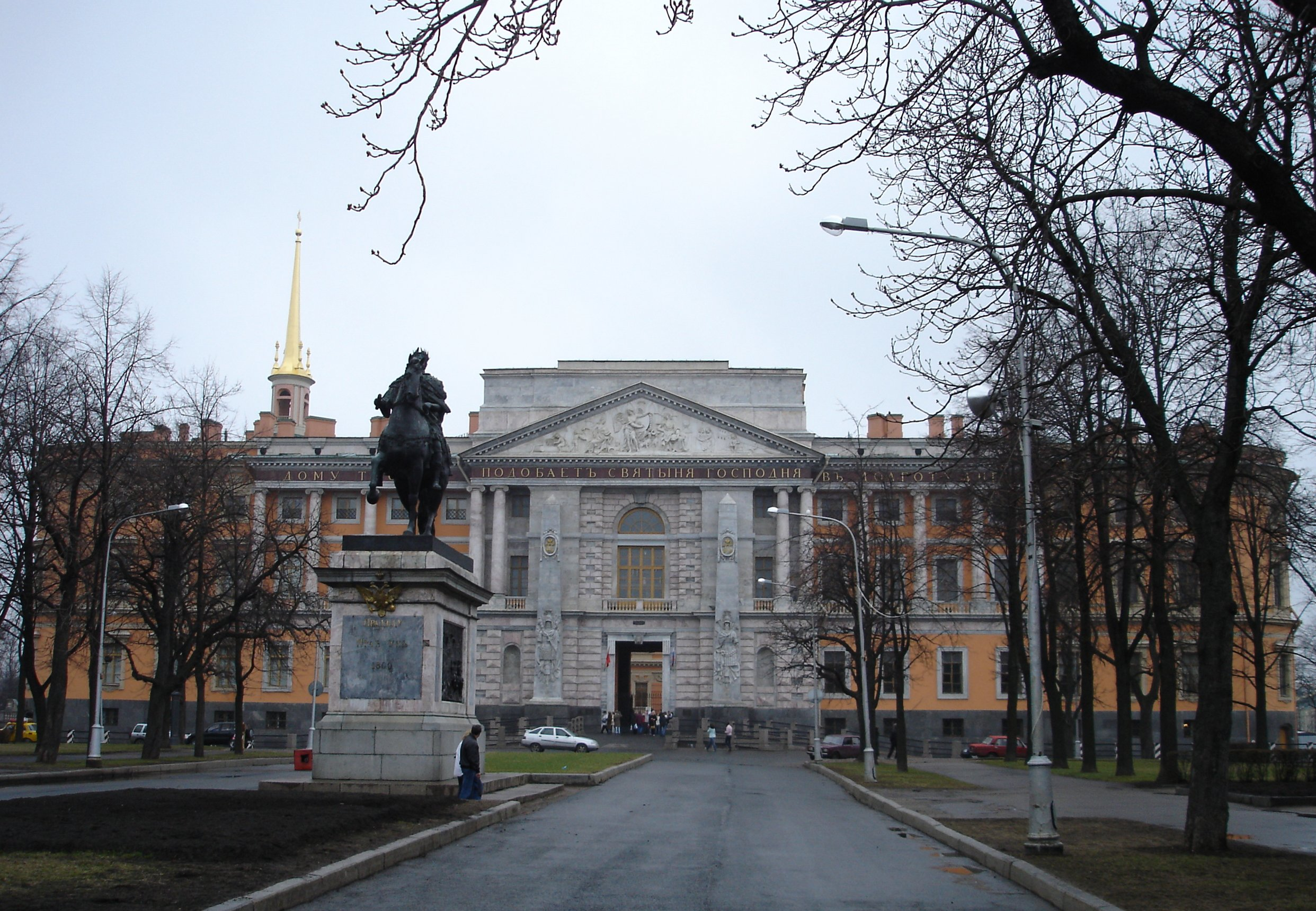
Il castello Michajlovskij

Il castello Michajlovskij (in russo Михайловский замок?, Michajlovskij zamok, in italiano "castello di San Michele"), conosciuto anche come castello degli Ingegneri (in russo Инженерный замок?, Inženernyj zamok), si trova nel centro di San Pietroburgo ed è uno dei monumenti più originali dell'architettura russa del XVIII - XIX secolo.

## Storia
Il progetto del castello fu elaborato da un grande architetto russo, Vasilij Ivanovič Baženov, per incarico dello zar Paolo I, che voleva farne la propria residenza principale. La prima pietra del castello fu posta il 26 febbraio (il 9 marzo) del 1797, diresse i lavori l'architetto Vincenzo Brenna e la costruzione fu terminata il 15 marzo 1800.
Il castello si trova alla sorgente della Mojka, emissario del fiume Fontanka. Inizialmente il castello era circondato dall'acqua da tutti i lati: i canali, attualmente interrati, rendevano il territorio del castello un'isola artificiale, alla quale era possibile accedere solo attraverso tre ponti levatoi.
La facciata principale è quella meridionale, decorata dal bassorilievo La Storia riporta nelle proprie cronache la gloria della Russia, eseguito dallo scultore Pietro Staggi. Davanti al castello fu eretto un monumento, opera dello scultore Carlo Bartolomeo Rastrelli, dedicato a Pietro il Grande, il cui piedistallo porta l'iscrizione “Il pronipote al bisnonno”.
L'impianto del castello non è tipico per una città settecentesca. L'edificio è a pianta quadrata con il cortile ottagonale e, con la severa eleganza del proprio stile, assomiglia piuttosto ad una fortezza medievale. Ma questo non deve sorprendere, poiché era stato progettato proprio come fortezza in quanto Paolo I, sospettando l'esistenza di una congiura contro di lui, cercò di proteggersi dai nemici.
Ma né le mura del castello né i fossati salvarono lo zar dal proprio tragico destino: poco dopo il trasloco nella sua inespugnabile residenza, la notte fra l'11 e il 12 marzo 1801 Paolo I fu ucciso nella propria camera da letto. 
Dopo la morte dell'imperatore la famiglia dello zar ritornò nel palazzo d'Inverno e nel 1823 il castello venne occupato dall'Accademia principale di ingegneria, dalla quale l'edificio derivò la seconda denominazione. Dopo la rivoluzione d'ottobre vi si installò per pochi giorni il "Comitato per salvare la Patria e la Rivoluzione" di Nikolaj Dmitrievič Avksent'ev. In epoca sovietica nel castello Michajlovskij avevano sede diversi enti, mentre attualmente il castello ospita una filiale del Museo russo statale.

## Galleria d'immagini

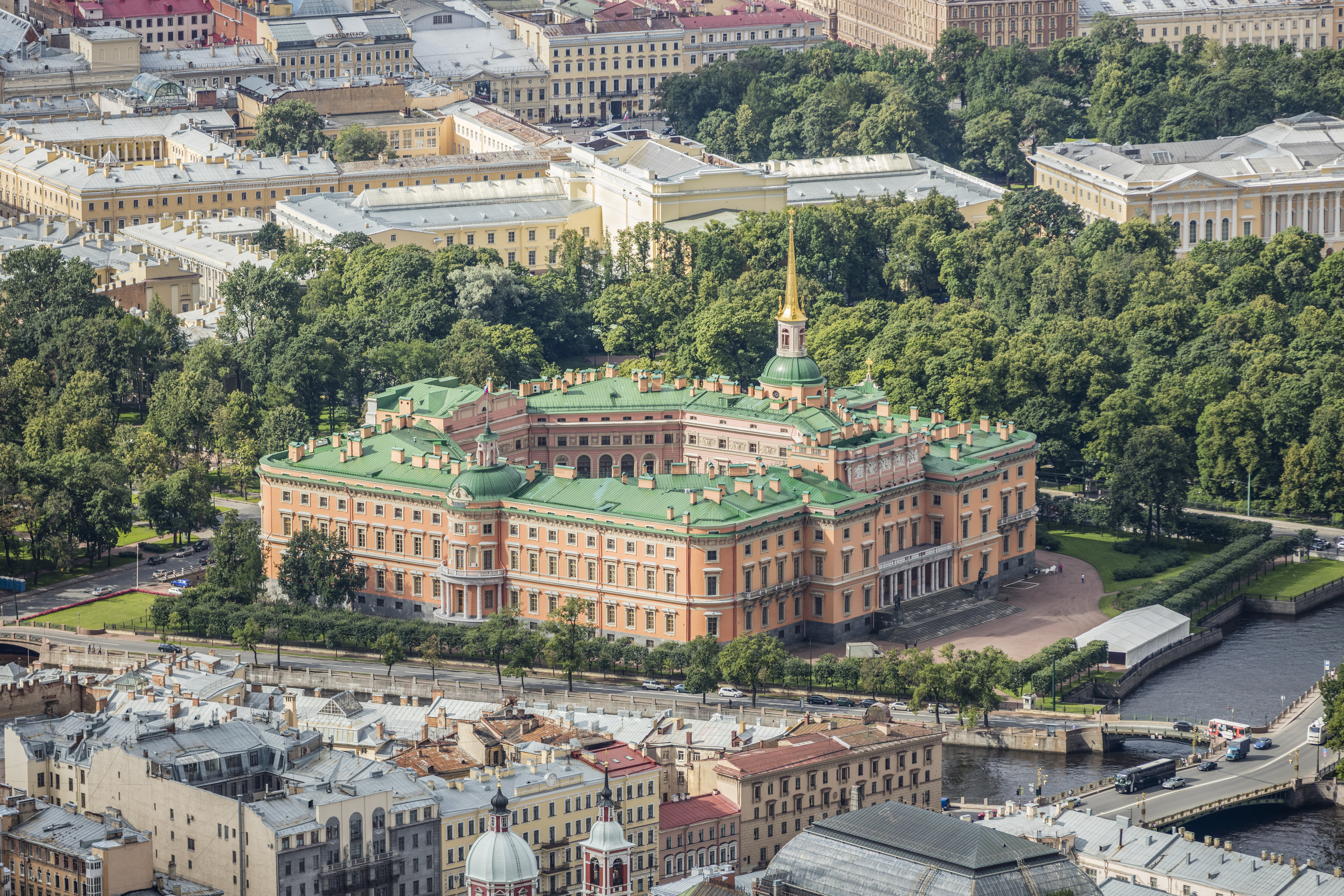
Castello visto dall'alto.
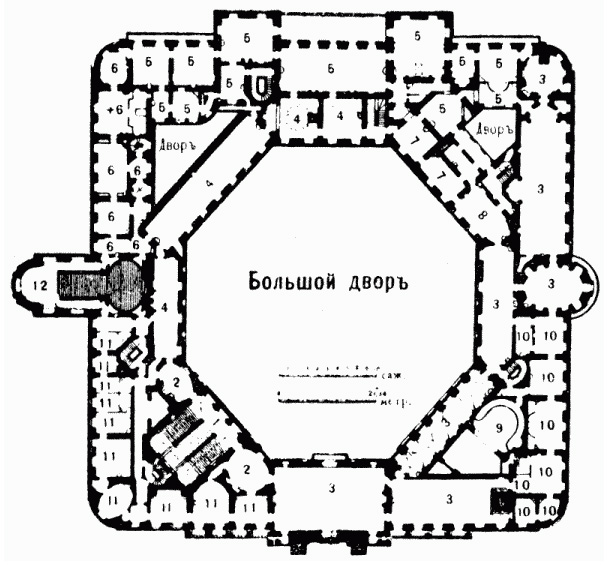
Pianta dell'edificio.
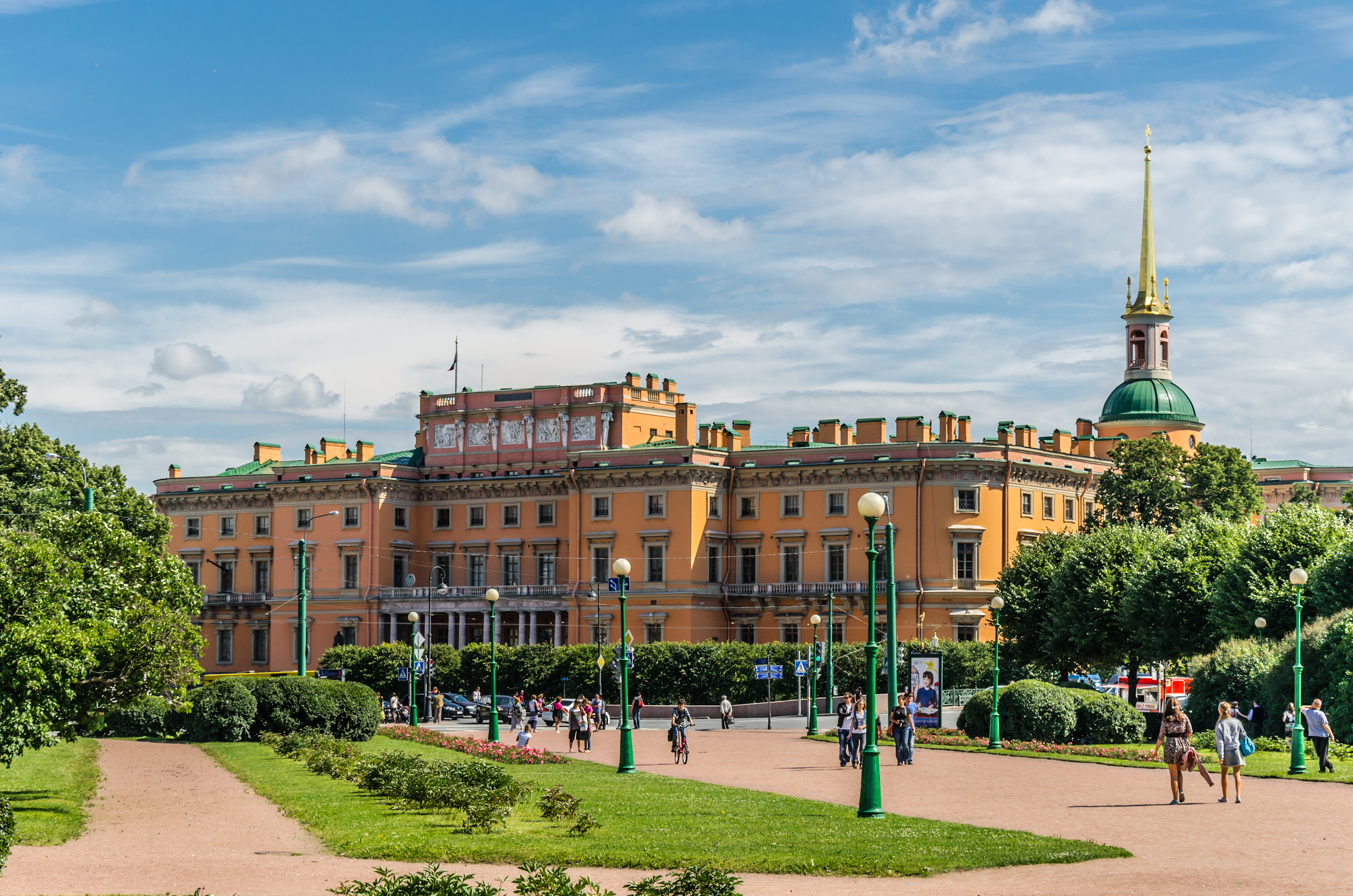
Facciata nord.
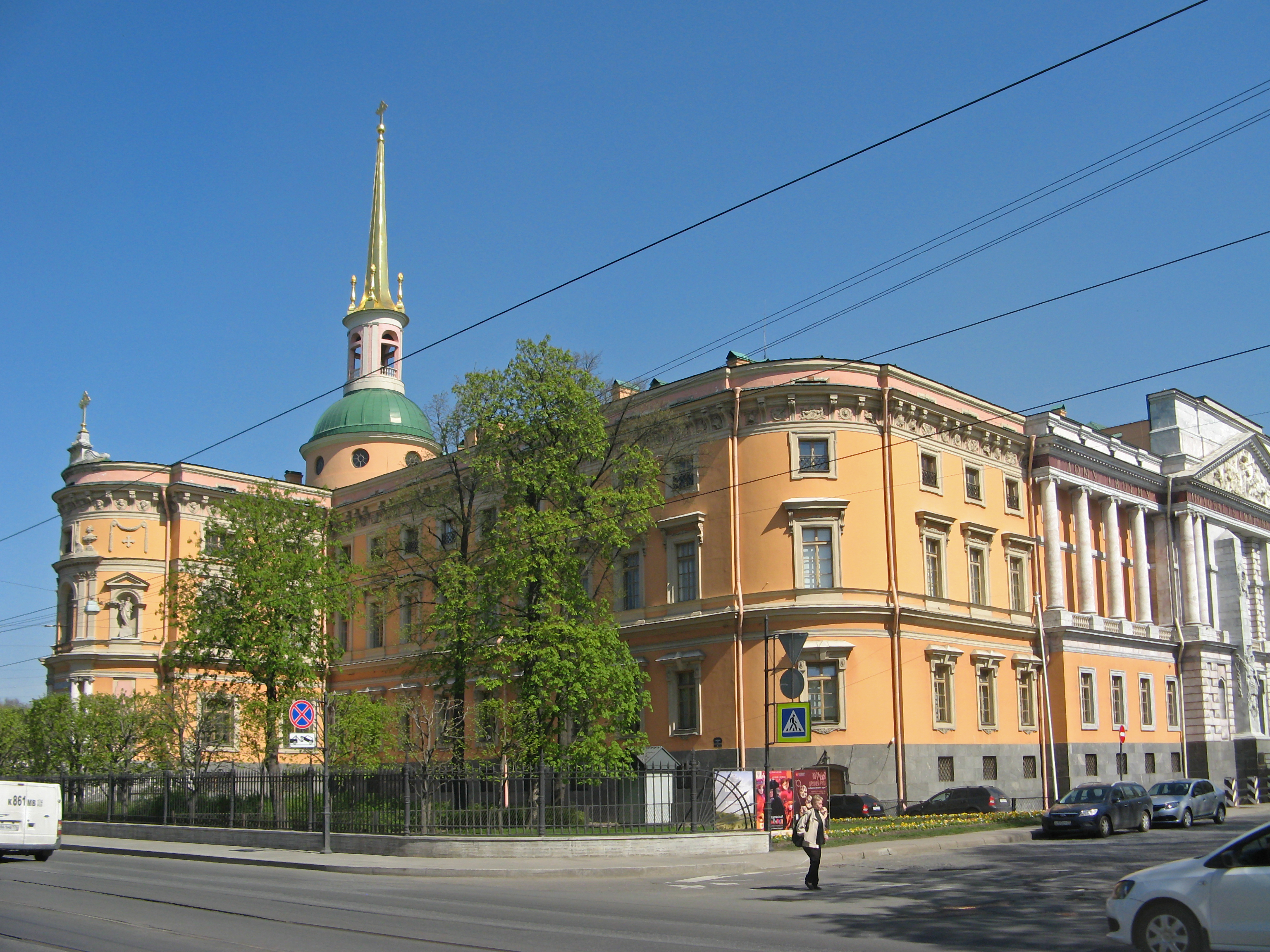
Angolo sud-est.
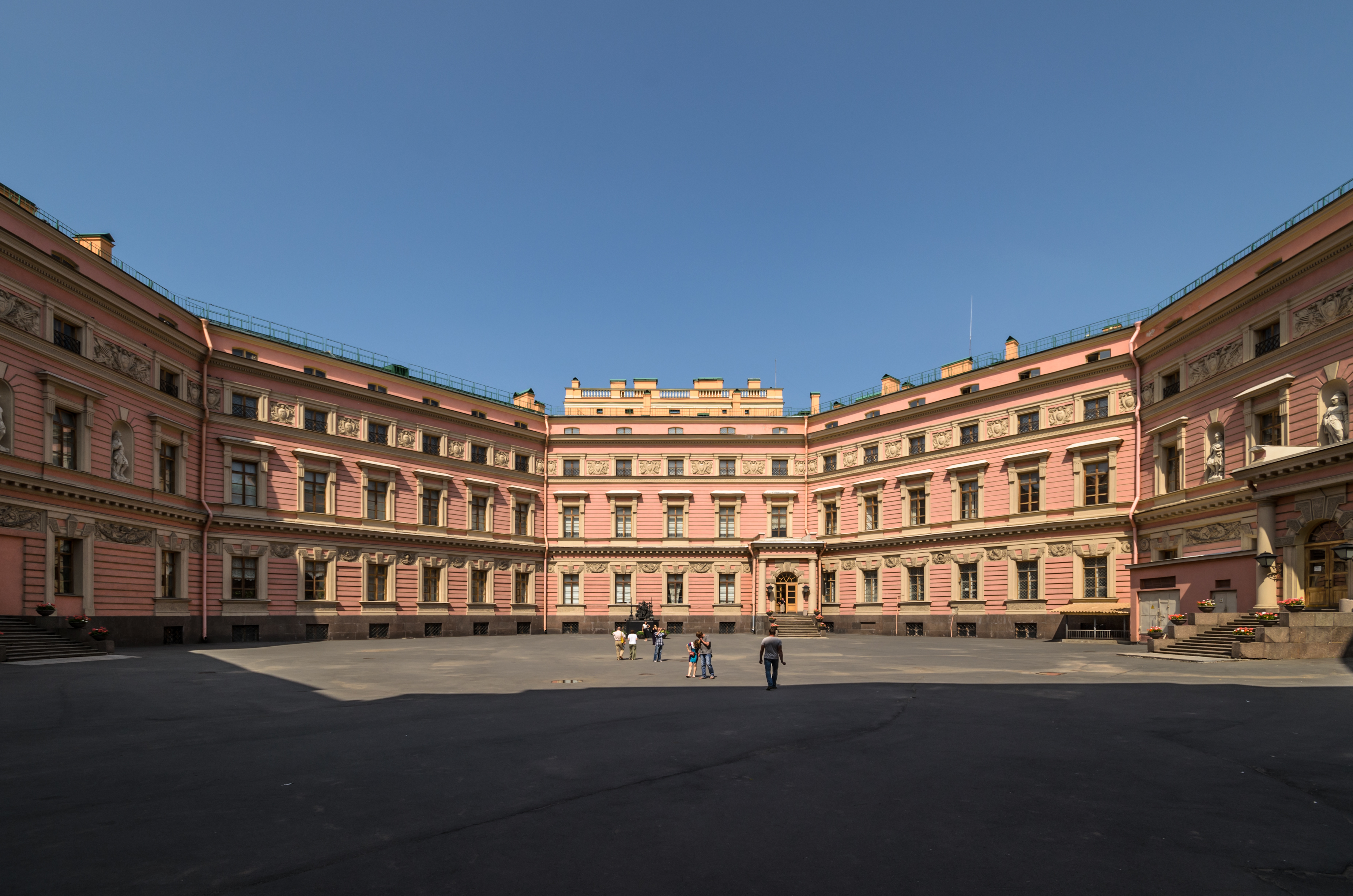
Corte ottagonale.
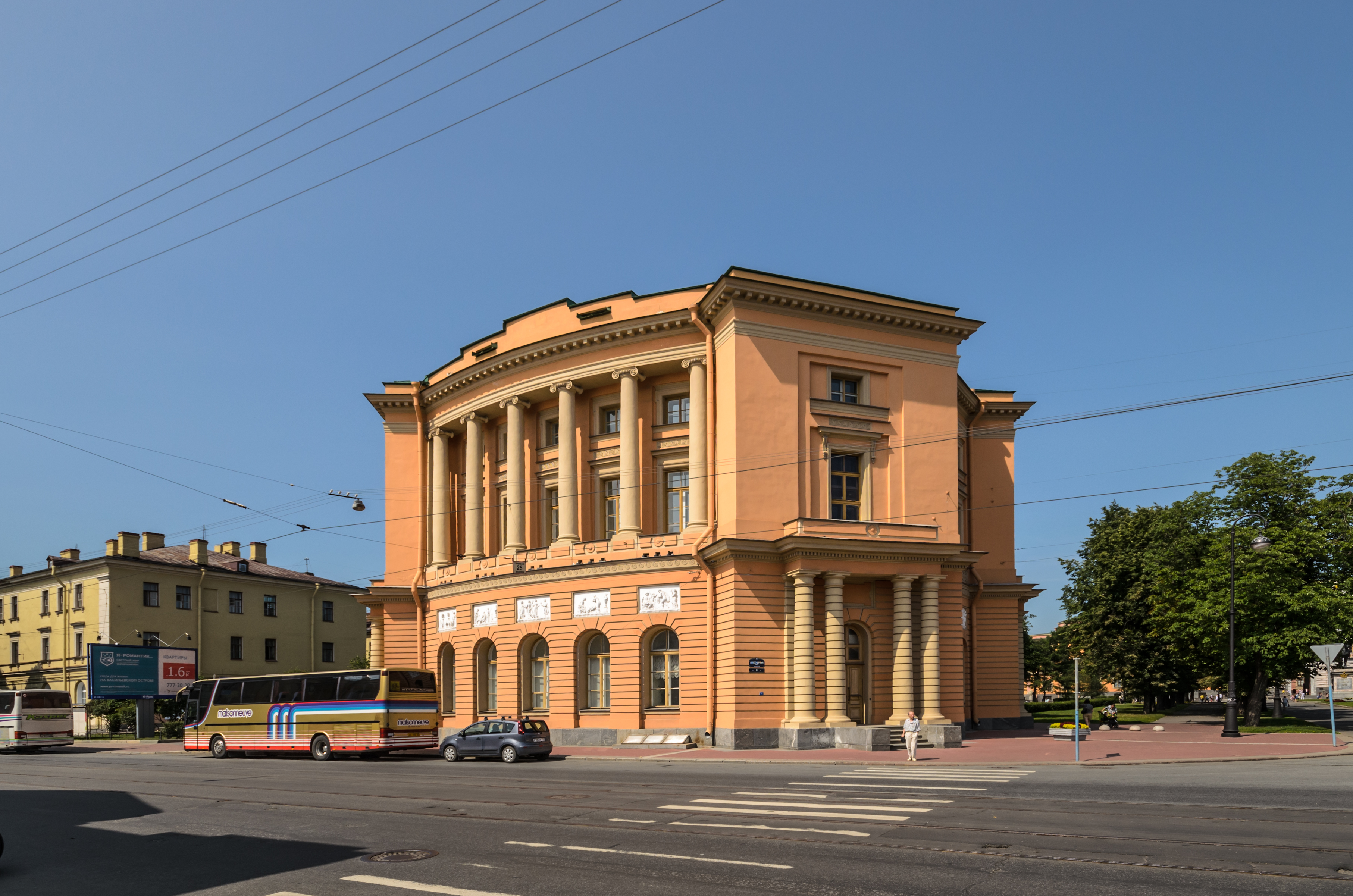
Uno dei due corpi di guardia.